# 堺市立赤坂台小学校
堺市立赤坂台小学校（さかいしりつあかさかだいしょうがっこう）は、大阪府堺市南区にある公立小学校。
泉北ニュータウン・光明池地区の小学校として、1975年に開校した。1980年代前半には児童数1800人を超えるマンモス校となっていたが、2000年代には児童数500人強の中規模校として推移している。

## 沿革
- 1975年（昭和50年）
  - 3月31日 - 赤坂台小学校竣工。
  - 4月1日 - 開校。
  - 4月5日 - 第1回入学式挙行。最初の新入生は44名。
- 1976年（昭和51年）
  - 3月1日 - 校章決定。
  - 3月18日 - 第1回卒業式挙行。最初の卒業生は49名。
- 1978年（昭和53年）
  - 1月24日 - 校歌制定発表。
  - 7月10日 - 講堂兼体育館完成。
- 1983年（昭和58年）5月1日 - 児童数1817名・学級数43とピークになる。
- 1984年（昭和59年）6月7日 - プール完成。
- 2002年（平成14年）7月28日 - 給食調理場完成。
- 2011年（平成23年）12月17日 - 太陽光発電システム完成。
- 2013年（平成25年）7月7日 - 校舎耐震補強工事終了。

### この節の出典
- 赤坂台小学校の沿革（学校ホームページ内） (PDF)

## 通学区域
- 堺市南区 赤坂台 1-6丁、檜尾3065-9006番地

卒業生は堺市立赤坂台中学校に進学する。

## 交通
- 南海 光明池駅から徒歩20分
- 南海バス 光明池駅4番乗り場より 赤坂台回り（309,309L系統）で赤坂台小学校前下車。[3]